# Стордаль, Аксель
Аксель Стордаль (англ. Axel Stordahl; 8 августа 1913, Статен-Айленд — 30 августа 1963, Энсино, Калифорния) — американский эстрадный композитор, аранжировщик и дирижёр норвежского происхождения.
Начал карьеру музыканта как трубач в джазовых составах, игравших в нью-йоркских танцзалах. В 1935 году поступил в оркестр Томми Дорси, в течение нескольких лет став его ведущим аранжировщиком. С приходом в состав оркестра в 1940 году Фрэнка Синатры началось его более чем 20-летнее сотрудничество со Стордалем, финалом которого стал альбом Синатры «Point of No Return» (1962). Кроме того, Стордаль выступал аранжировщиком для таких исполнителей, как Бинг Кросби, Дорис Дэй, Эдди Фишер, Дин Мартин, а также для своей жены, певицы Джун Хаттон.
Оригинальные композиции Стордаля в целом менее известны, однако песня «День за днём» (англ. Day by Day) на стихи Сэмми Кана приобрела широкую популярность: в разные годы её записали, помимо Синатры и Хаттон, Элла Фицджеральд, Сара Вон, Аструд Жилберту, Ширли Бэсси и других.